# Chaetocraniopsis argenticeps
Chaetocraniopsis argenticeps är en tvåvingeart som beskrevs av Aldrich 1928. Chaetocraniopsis argenticeps ingår i släktet Chaetocraniopsis och familjen parasitflugor. Inga underarter finns listade i Catalogue of Life.